# Amberstar
Amberstar est un jeu de rôle développé par Thalion Software. Il a été publié en 1992 sur les plateformes Amiga, DOS et Atari ST. C'est le premier volet de la trilogie inachevée Amber.

## Synopsis
Amberstar est la suite du jeu Dragonflight, et le premier épisode de la trilogie Amber.
Cette première partie se déroule il y a 1 000 ans, lorsque le monde de Lyramion fut presque détruit par un mortel. Un homme qui avait combiné son corps physique avec un seigneur Démon ; Le seigneur Tarbos, le dieu du Chaos. Personne ne pouvait égaler sa puissance, jusqu'à ce que les douze magiciens, en utilisant l'étoile d'ambre magique (l'Amberstar), lancèrent un puissant sortilège, qui bannit à jamais Tarbos sur la troisième lune de Lyramion. À présent le danger est de retour. Le mage noir appelé Marmion essaie de libérer Tarbos de sa prison éternelle, et a commencé le long rituel. Personne ne réalise le grand danger qui menace Lyramion, personne sauf vous!
"Parcourez l'ensemble du monde de l'étoile d'ambre, explorez la planète de Lyramion, et interagissez avec ses habitants. Vous rencontrerez de féroces guerriers, des monstres effroyables, de fabuleux trésors et des énigmes ingénieuses. Votre intelligence et votre talent seront testés à fond, dans votre quête pour la légendaire étoile d'ambre.

## Système de jeu
Amberstar est un jeu de rôle qui utilise une vue de dessus pour les zones extérieures et bascule en perspective à la première-personne lors de l'exploration des villes et des donjons. Au début vous êtes seul, mais vous pouvez prendre contact avec d'autres personnages qui se joindront fort heureusement à votre équipe. Les combats se font tour à tour et proposent des options offensives et défensives. La grande partie du temps est consacrée à faire des quêtes petites ou grandes et à faire monter le niveau des personnages.
Les graphismes du jeu suivent un concept similaire à celui de Dragonflight, qui veut que tous les endroits avec une vue de dessus, tels que les niveaux extérieurs, sont en 2D, et que tous les Donjons sont affichés dans des graphismes en 3D.
Les combats se déroulent dans un écran de combat. Ici, le joueur met au point les manœuvres de ses personnages, lesquelles sont alors exécutées pendant le tour de jeu. Lorsqu'un personnage agit, tout dépend alors de l'attribut de vitesse.
Le système de magie est basé sur les trois écoles de la magie noire, grise et blanche. Pour chaque école il y a un personnage qui ne fait que de la magie et un personnage guerrier et magicien.

## Équipe de développement
- Idées et conception : Karsten Koeper
- Programmation : Jurie Horneman
- Programmation additionnelle : Michael Bittner
- Graphismes : Monika Krawinkel
- Graphismes additionnels : Erik Simon, Guenter Schmitz & Henk Nieborg
- Musique & sons : Jochen Hippel
- Roman : Jurie Horneman
- Manuel et traduction du roman : Harald Uenzelmann
- Mise en page : Juergen Mayr
- Illustration de la boite : Dieter Rottermund
- Conception des cartes : Richard Karsmakers
- Carte et illustrations du manuel : Michael Hellmich
- Editeur de textes : Arnd Koesling
- Testeurs : Karsten Koeper, Erik Simon, Volker Dieffenbach, Chi-Wai Cheung, Arnd Koesling, et les autres elfes et Kobolds
- Système de développement de JDR v1.0 : Karsten Koeper
- Production : Erik (Boom-Boom) Simon
- Conversion Amiga : Udo Fischer
- Conversion MS-DOS : Frank Ussner & Gino Fehr

## Accueil
Pour ce qui est de la critique, on peut noter les énormes donjons, dans lesquels le groupe de héros ne peuvent se reposer que dans les quelques endroits prévus à cet effet. De plus, vous pouvez vous retrouver coincé dans une impasse. Comme le jeu ne peut créer qu'une sauvegarde dans les trois disquettes de jeu, vous pouvez perdre rapidement tout progression du jeu en cas de dommages sur une disquette ou en cas d'écrasement accidentel. Un autre point frustrant est causé par la montée de niveau des personnages du jeu. Un personnage ne peut acquérir de plus haut niveaux qu'à la condition de posséder suffisamment de points d'expérience et de rendre visite à sa communauté natale et là-bas procéder à un entrainement approprié. Pour que la taille du pays à parcourir ne soit pas un problème, Thalion Software a mis en place un certain nombre de moyen de transport, tel qu'un cheval, un bateau ou encore voler sur le dos d'un aigle géant.
Notes dans les magazines :
- Power Play 3/1992 : 85% [1]

Un an plus tard, la suite du jeu, Ambermoon, est sortie, et le fond de l'histoire est basée sur celle d' Amberstar. À l'origine, une trilogie était prévue, mais elle ne fut pas achevée. Son successeur non officiel est Albion même s'il n'a rien à voir avec l'histoire de ses prédécesseurs.
Amberstar est utilisable par le biais d'émulateurs, tel que DOSBox ou Winuae, et jouable sur les micro-ordinateurs actuels.